# Caroline Williams (Schauspielerin)
Caroline Williams (* 27. März 1957) ist eine US-amerikanische Schauspielerin.

## Leben
Williams debütierte an der Seite von Bruce Dern und Melanie Griffith in der Komödie Lauter nette Mädchen aus dem Jahr 1975. Im Actionthriller Inferno USA (1986) spielte sie eine der größeren Rollen. In der Horrorkomödie Texas Chainsaw Massacre 2 (1986) übernahm sie neben Dennis Hopper eine der Hauptrollen, für die sie 1986 einen Preis des Festivals Sitges Festival Internacional de Cinema de Catalunya erhielt. Es folgten eine größere Rolle im Horrorfilm Stepfather II (1989) mit Terry O’Quinn und Meg Foster und ein Auftritt als Ehefrau von Rowdy Burns (Michael Rooker) im Sportfilm Tage des Donners (1990) mit Tom Cruise und Nicole Kidman in den Hauptrollen. Im Actionfilm Flashfire (1993) spielte sie eine größere Rolle an der Seite von Billy Zane und Louis Gossett junior. Im neuen Jahrtausend spielte sie bislang überwiegend in kostengünstig produzierten Horrorfilmen. 2009 stand sie als Dr. Maple in Rob Zombies Halloween II und 2012 für Eric England’s Contracted vor der Kamera. Ihr Schaffen umfasst mehr als 70 Fim- und Fernsehproduktionen.
Williams ist mit dem PR-Experten Andrew Lipschultz verheiratet und hat zwei Kinder.

## Filmografie (Auswahl)
- 1975: Lauter nette Mädchen (Smile)
- 1985: Alamo Bay
- 1986: Inferno USA (Getting Even)
- 1986: Texas Chainsaw Massacre 2 (The Texas Chainsaw Massacre Part 2)
- 1989: Stepfather II
- 1990: Leatherface: Texas Chainsaw Massacre III
- 1990: Tage des Donners (Days of Thunder)
- 1991: Sünden einer Mutter (Sins of the Mother)
- 1993: Flashfire
- 1995: Leprechaun 3 – Tödliches Spiel in Las Vegas (Leprechaun 3)
- 2000: Der Grinch (How the Grinch Stole Christmas)
- 2007: Jane Doe: How to Fire Your Boss
- 2009: Halloween II
- 2013: Hatchet III
- 2013: Contracted
- 2013: Seed 2 – The New Breed
- 2015: Marsland – Kein Ort zum Überleben (Martian Land)
- 2016: Blood Feast – Blutiges Festmahl (Blood Feast)
- 2020: Ten Minutes to Midnight
- 2023: Renfield
- 2023: Megalodon: The Frenzy
- 2023: Doomsday Meteor